# إزرائيل مور فوستر
إزرائيل مور فوستر (بالإنجليزية: Israel Moore Foster) هو محامي وسياسي أمريكي، ولد في 12 يناير 1873 في أثينس في الولايات المتحدة، وتوفي في 10 يونيو 1950 في واشنطن العاصمة في الولايات المتحدة. حزبياً، نشط في الحزب الجمهوري. وقد انتخب عضو مجلس النواب الأمريكي.